# Jaume Garcia Fossas
Jaume Garcia Fossas (Igualada, 1849 o 1854 - Barcelona, 5 de març de 1927) va ser un empresari i mecenes català. Ell i el seu germà Artur van ser propietaris d'una fàbrica de naips a Igualada i una de sabó a Barcelona, i van donar diners per la construcció de diversos edificis escolars.

## Biografia
Jaume va néixer el 1849 a la casa núm. 5 de l'antic carrer del Teatre (actualment carrer Garcia Fossas en honor seu) d'Igualada. A finals del segle xix ell i el seu germà eren propietaris d'una fàbrica de naips situada a la travessia Vallès d'Igualada, que donava feina a un bon nombre de persones, especialment dones.
El seu germà Artur va fer un viatge a les Filipines, on va descobrir la primera matèria per a la fabricació d'un tipus de sabó. Van vendre la fàbrica de naips d'Igualada i van crear una fàbrica d'olis vegetals i sabons a Barcelona, que els va proporcionar molts beneficis.
Ambdós germans van llegar fons per l'Hospital d'Igualada i patrocinaren la construcció d'un pavelló del Conservatori de l'Ateneu Igualadí. A la planta baixa del pavelló s'hi instal·là l'Escola Tèxtil, amb telers i màquines pagades pels Garcia Fossas. Al primer pis s'hi va instal·lar l'Escola de Música, i ells mateixos l'equiparen amb un piano i instruments musicals. S'hi traslladaren les classes de música l'1 de juliol de 1922. D'altra banda, van ajudar a pagar el l'edifici del Palau Escolar de l'Ateneu Igualadí, inaugurat el 1920 gràcies a una donació de 5.000 pessetes feta el 1915, una de 20.000 pessetes el 1917 i una tercera el 1918 per pagar tot el mobiliari, dedicada a la memòria del fill d'en Jaume, que havia mort a causa de la grip. També patrocinaren colònies d'estiu pels alumnes pobres d'aquesta escola.
Jaume va morir a Barcelona el 5 de març de 1927, i als seu sepeli hi varen assistir representants de l'Ajuntament, la Junta del Sant Hospital i tota la junta directiva de l'Ateneu Igualadí de la Classe Obrera. Deixà un llegat de 40,000 duros per la construcció d'un col·legi d'ensenyament primari a Igualada. El seu germà Artur va complir la darrera voluntat d'en Jaume, i al cap de tres mesos ja havia comprat els terrenys de l'avinguda Wilson (actual avinguda Balmes) per edificar el col·legi. El juliol de 1933, quan l'edifici ja estava construït, va decidir-se que fos usat com a Institut de Segon Ensenyament. Aquest institut, projectat per l'arquitecte Jordi Gallecs, va ser el primer edificat a Igualada i es va inaugurar el 15 de novembre de 1933. En començar la guerra civil espanyola es van parar les classes i després de la guerra va quedar buit. Cap a l'any 1952 va ser ocupat pel Frente de Juventudes, Ràdio Igualada, un club de tennis i Auxili Social i beneficència. En la dècada de 1960 tornà a ser Institut fins que va ser traslladat. La planta superior va ser cedida als jutjats i el 1968 l'Escola Àuria va ocupar la planta baixa, per atendre alumnat amb necessitats educatives especials. En l'actualitat tot l'edifici és usat per l'Escola Àuria després de la reforma finalitzada el 2005.
La seva germana Teresa va ser mare del metge Pere Gabarró i Garcia.
En honor seu es va col·locar el seu retrat en el saló de juntes del Sant Hospital i es gravà el seu nom en una làpida del saló de sessions de l'Ajuntament. En l'actualitat a Igualada hi ha una placa a l'indret on hi havia la seva casa natal, el carrer Garcia Fossas anomenat amb el seu nom, el mencionat CEIP Garcia Fossas i un parc anomenat Garcia Fossas situat al costat d'aquest CEIP i ubicat on abans hi havia l'hort del menjador de l'escola.